# Vozera Vyhanasjtjanskaje
Vozera Vyhanasjtjanskaje (vitryska: Возера Выганашчанскае) är en sjö i Belarus.   Den ligger i voblasten Brests voblast, i den centrala delen av landet, 170 km sydväst om huvudstaden Minsk. Vozera Vyhanasjtjanskaje ligger 148 meter över havet. Arean är 24,8 kvadratkilometer. Den sträcker sig 4,8 kilometer i nord-sydlig riktning, och 6,7 kilometer i öst-västlig riktning.
Runt Vozera Vyhanasjtjanskaje är det ganska glesbefolkat, med 23 invånare per kvadratkilometer.